# Vanda Gomes
Vanda Ferreira Gomes (Matelândia, 7 de novembro de 1988) é uma atleta brasileira.
Integrou a delegação que disputou os Jogos Pan-Americanos de 2011, em Guadalajara, no México, onde conquistou a medalha de ouro com o revezamento 4x100 metros ao lado de Rosângela Santos, Franciela Krasucki e Ana Cláudia Lemos.
Integrou como reserva a equipe brasileira do revezamento 4x100 m que disputou os Jogos de Londres 2012.
Formou o quarteto que disputou a prova final do revezamento 4x100 m feminino do Campeonato Mundial de Atletismo de 2013. Seria a última oportunidade do país obter alguma medalha na competição. Porém, ao fechar o revezamento  deixou o bastão cair ao recebe-lo de Franciela Krasucki, quando a equipe brasileira se encontrava em segundo lugar na prova. Após a desclassificação, Vanda declarou que a equipe treinou pouco e ela dormiu e alimentou-se mal no período de preparação.
Ainda em 2013, seu teste anti-dopagem coletado em 25 de setembro, antes do Troféu Brasil de Atletismo, acusou a presença da substância proibida no esporte anastrozol. Foi julgada pelo Superior Tribunal de Justiça Desportiva do Atletismo em 16 de dezembro de 2014 e punida com suspensão por dois anos.